# Ormosbánya
Ormosbánya is een plaats (község) en gemeente in het Hongaarse comitaat Borsod-Abaúj-Zemplén. Ormosbánya telt 1880 inwoners (2001).